# Guerre civile (roman)
Pour les articles homonymes, voir Guerre civile (homonymie).
Guerre civile est un roman de l'écrivain russe Vikenti Veressaïev, de son vrai nom Vikenti Vikentievitch Smidovitch. Publié à Moscou en 1922, le livre fut traduit et imprimé pour la première fois en France en 1929 aux éditions Payot. En plus de ses qualités littéraires, il offre une valeur documentaire de tout premier ordre.
Le roman est une relation exacte des évènements qui se sont succédé dans une petite ville de Crimée pendant la guerre civile russe de 1919-1921. Dû à la plume d'un écrivain de talent, uni aux dirigeants bolchevistes par une amitié de longue date et même par des liens de parenté, ce récit ne peut être soupçonné d'hostilité préconçue à l'égards des Soviets. Pourtant, il donne sur l'esprit des communistes russes, sur leurs méthodes, et plus particulièrement sur le terrorisme de la Tchéka, des précisions qui, de la part d'un adversaire politique, pourraient être taxées d'exagération. Il présente un tableau curieux des différentes classes de la société russe pendant la guerre civile et nous permet de voir jouer les ressorts secrets qui ont commandé non seulement les actes individuels, mais aussi les mouvements des foules ; il nous fait assister aux flux et reflux de l'opinion dans cette période où tous les fondements de l'État et du corps social ont été ébranlés. L'auteur essaye d'ailleurs de ne pas se départir d'une impartialité absolue, aussi bien envers les Rouges, qui ont sa sympathie, qu'envers les Blancs.
Dans une courte autobiographie publiée en Russie, Veressaïev exposa ainsi la genèse de son roman :
« En septembre 1918, je suis allé en Crimée avec l'intention de passer trois mois ; j'y suis resté trois ans. J'habitais Koktebel, petite plage près de Théodossia. Pendant cette période la Crimée fut tantôt la possession des Rouges, tantôt celle des Blancs. J'y vécus bien des jours pénibles. Ma villa fut pillée six fois. Malade, ayant 40 degrés de fièvre, je dus rester un jour une demi-heure sous le révolver d'un garde rouge ivre. Je fus atteint du scorbut. Les Blancs m'emprisonnèrent. En 1921, je rentrai à Moscou. »